# Adolf Šlár
Adolf Šlár, född 1919, död 1987 är en före detta tjeckoslovakisk bordtennisspelare. Han var världsmästare i dubbel och lag.
Han spelade sitt första VM 1936 och 1955, 19 år senare sitt 8:e och sista.
Under sin karriär tog han 9 medaljer i bordtennis-VM; 2 guld, 2 silver och 5 brons. Hans främsta meriter var dubbeltiteln (ihop med Bohumil Váňa) och lagguldet vid VM 1947.

## Meriter
- Bordtennis VM
  - 1936 i Prag
    - 3:e plats dubbel (med Karel Fleischner)

  - 1937 i Baden (Niederösterreich)
    - 3:e plats dubbel (med Miloslav Hamr)
    - 3:e plats med det tjeckoslovakiska laget

  - 1938 i London
    - 3:e plats med det tjeckoslovakiska laget

  - 1947 i Paris
    - 1:a plats dubbel (med Bohumil Váňa)
    - 2:a plats mixed dubbel (med Vlasta Pokorná-Depetrisová)
    - 1:a plats med det tjeckoslovakiska laget

  - 1954 i London
    - 3:e plats dubbel (med Vaclav Tereba)
    - 2:a plats med det tjeckoslovakiska laget
- Internationella mästerskap (ej komplett)
  - 1946 England - 1:a plats dubbel (med Bohumil Váňa)
  - 1947 England - 1:a plats dubbel (med  Bohumil Váňa)